# Gare de Froyennes
La gare de Froyennes est une gare ferroviaire belge de la ligne 94, de Hal à Froyennes (frontière), située à Froyennes section de la ville de Tournai dans la province de Hainaut en région wallonne. Elle est principalement fréquentée par les élèves belges et français de l'Institut Saint-Luc de Tournai et de son Pensionnat de Passy-Froyennes, situés à proximité.
Elle est mise en service le 1er janvier 1883 par l'administration des chemins de fer de l'État belge. C'est une halte ferroviaire de la Société nationale des chemins de fer belges (SNCB) desservie par des trains InterCity (IC), Omnibus (L) et d’Heure de pointe (P).

## Situation ferroviaire
Établie à 16 m d'altitude, la gare de Froyennes est située au point kilométrique (PK) 72,612 de la ligne 94, de Hal à Blandain (frontière), entre la gare de Tournai et la frontière entre la Belgique et la France, la gare de Baisieux est la première gare française de la ligne de Fives à Baisieux. Elle est également située à proximité de l'embranchement de la ligne 75A, de Mouscron à Froyennes.

## Histoire
La halte de Froyennes est mise en service le 1er janvier 1883 par l'Administration des chemins de fer de l'État belge. Un bâtiment de gare lui est adjoint en 1892.

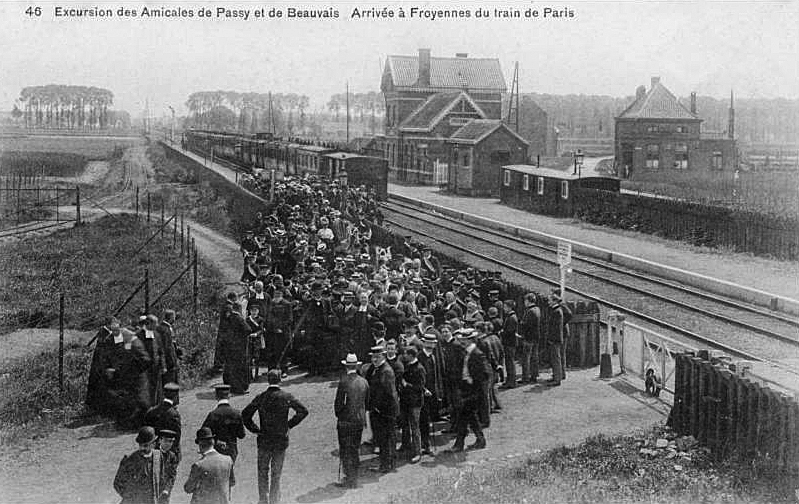
La gare et le train de Paris vers 1905 avant l’agrandissement de la gare

En 1904, est construit à côté de la gare le « Pensionnat de Passy-Froyennes » par les Frères des écoles chrétiennes qui devancent leur expulsion du Pensionnat de Passy à Paris du fait de la Loi de séparation des Églises et de l'État en préparation. L'établissement est construit en une année, il comprend d'imposants bâtiments de style néo-gothique, dus à l'architecte Paul Clerbaux (1879-1960), édifiés sur un site d'une dizaine d'hectares. 
Le 27 septembre 1954, un train de voyageurs français venant de Lille, remorqué par une 242 TA (SNCF), et un train chargé de lin circulant dans la direction d'Herseaux, tracté par une type 40 (SNCB), entrent en collision sur la bifurcation de Froyennes, entraînant de graves dégâts aux locomotives et au fourgon de voyageurs. Le mécanicien du train de marchandises et le chef de train de celui de voyageurs perdent la vie. Il apparaît que les conducteurs du train de la SNCF n'ont pas respecté la signalisation qui imposait l'arrêt en raison du passage en retard du convoi de marchandises. 

### Le bâtiment de la gare
Le bâtiment de la gare a été construit en 1892 et comprenait à l’origine un petit bâtiment de halte en trois parties avec :
- une aile de service à toit plat d’une seule travée ;
- un corps central à deux étages de deux travées sous bâtière transversale ;
- une aile à un étage de quatre travées[7] sous bâtière servant de salle d’attente.

La forme de ce bâtiment est relativement atypique comparé aux autres gares de l’État belge. En revanche, il ressemble beaucoup aux gares vicinales de la SNCV érigées à cette époque. 
Ce bâtiment était construit en briques avec des bandeaux décoratifs et une frise de briques diagonales courant sur toute la façade, disposée sous le seuil des fenêtres du second niveau du corps central et se prolongeant sous la corniche de l’aile servant de salle d’attente et, par un petit muret, elle cachait le toit plat de l’autre aile côté rue. Les pignons du corps central ainsi que celui de l’aile sous bâtière étaient ornés d’une fermette débordante et les corniches étaient dentelées. Tous les percements étaient surmontés d’un arc bombé. Un édifice séparé abritait les toilettes, il fut déplacé ou démoli et remplacé par un édifice identique lors de l’agrandissement de la gare.
Rapidement, cette modeste halte devint trop petite et, sur la photographie de 1905, qui illustre cette page, apparaît une salle d’attente provisoire installée près des toilettes dans un ancien wagon. Les installations des marchandises étaient également insuffisantes.
En 1909, le bâtiment de la gare fut agrandi avec la construction d'un nouvel édifice à huit ouvertures dans le prolongement de celle du bâtiment d'origine. Il était plus large que le bâtiment d’origine et sa construction entraîna la démolition de deux travées de l’aile sous bâtière tandis que la partie restante de cette aile fut surélevée avec un étage supplémentaire et intégrée au reste du corps central. Une halle à marchandises, un pavillon pour les WC et un abri sur le quai opposé complètent ce nouveau bâtiment doté d'un auvent.

### État actuel
Les bâtiments de la gare sont détruits en 1976 pour laisser place à un simple arrêt sans guichet utilisé principalement par les élèves de l'institution. En 1984, l'arrêt n'est pas supprimé du fait de sa fréquentation par les nombreux élèves. Il compte de nombreux abris de quai en béton et un passage souterrain a été aménagé.

## Service des voyageurs

### Accueil
Halte SNCB, c'est un point d'arrêt non géré (PANG) à accès libre.
Un passage souterrain permet la traversée des voies et le passage d'un quai à l'autre.

### Desserte
Froyennes est desservie par des trains InterCity (IC) et d'Heure de pointe (P) de la SNCB, qui effectuent des missions sur les lignes 94 (Bruxelles - Hal - Mouscron) et 78 (Mons - Tournai - Lille-Flandres) (voir brochures SNCB).
En semaine, la desserte comprend : 
- des trains IC-19 entre Lille-Flandres et Tournai, certains repartent ensuite vers Mons, Charleroi et Namur, d'autres sont assurés avec le matériel de la SNCF ;
- des trains IC-26 entre Mouscron et Saint-Nicolas via Bruxelles ;
- des trains L entre Mouscron, Mons et Quévy  ;
- des trains P entre Mouscron et Tournai ou Schaerbeek (trois aller-retour par jour).

Les week-ends et jours fériés, il n'existe que la desserte entre Lille et Tournai, toutes les heures.

### Intermodalité
Le stationnement des véhicules est possible à proximité.

## Comptage voyageurs
Ce graphique et tableau montre le nombre de voyageurs embarquant en moyenne durant la semaine, le samedi et le dimanche.
| Nombre de passagers qui embarquent à la gare de Froyennes | Nombre de passagers qui embarquent à la gare de Froyennes | Nombre de passagers qui embarquent à la gare de Froyennes | Nombre de passagers qui embarquent à la gare de Froyennes |
|                                                           | Semaine                                                   | Samedi                                                    | Dimanche                                                  |
| --------------------------------------------------------- | --------------------------------------------------------- | --------------------------------------------------------- | --------------------------------------------------------- |
| 1977                                                      | 118                                                       | 15                                                        | 22                                                        |
| 1978                                                      | 123                                                       | 14                                                        | 13                                                        |
| 1979                                                      | 149                                                       | 6                                                         | 16                                                        |
| 1980                                                      | 150                                                       | 5                                                         | 5                                                         |
| 1981                                                      | 202                                                       | 15                                                        | 26                                                        |
| 1982                                                      | 167                                                       | 7                                                         | 14                                                        |
| 1983                                                      | 223                                                       | 94                                                        | 20                                                        |
| 1984                                                      | 70                                                        | 2                                                         | 3                                                         |
| 1985                                                      | 120                                                       | 1                                                         | 2                                                         |
| 1986                                                      | 65                                                        | -                                                         | 5                                                         |
| 1987                                                      | 114                                                       | 15                                                        | 29                                                        |
| 1988                                                      | 119                                                       | 10                                                        | 2                                                         |
| 1989                                                      | 163                                                       | 7                                                         | 8                                                         |
| 1990                                                      | 119                                                       | 30                                                        | 6                                                         |
| 1991                                                      | 141                                                       | 14                                                        | 3                                                         |
| 1992                                                      | 195                                                       | 25                                                        | 10                                                        |
| 1993                                                      | 104                                                       | 11                                                        | 2                                                         |
| 1994                                                      | 195                                                       | -                                                         | -                                                         |
| 1995                                                      | 105                                                       | -                                                         | -                                                         |
| 1996                                                      | 162                                                       | -                                                         | -                                                         |
| 1997                                                      | 176                                                       | -                                                         | -                                                         |
| 1998                                                      | 228                                                       | -                                                         | -                                                         |
| 1999                                                      | 200                                                       | -                                                         | 2                                                         |
| 2000                                                      | 218                                                       | -                                                         | -                                                         |
| 2001                                                      | 123                                                       | -                                                         | -                                                         |
| 2002                                                      | 184                                                       | -                                                         | -                                                         |
| 2003                                                      | 286                                                       | -                                                         | -                                                         |
| 2004                                                      | 282                                                       | -                                                         | -                                                         |
| 2005                                                      | 269                                                       | -                                                         | -                                                         |
| 2006                                                      | 261                                                       | -                                                         | -                                                         |
| 2007                                                      | 224                                                       | -                                                         | -                                                         |
| 2008                                                      | -                                                         | -                                                         | -                                                         |
| 2009                                                      | 475                                                       | -                                                         | -                                                         |
| 2010                                                      | -                                                         | -                                                         | -                                                         |
| 2011                                                      | -                                                         | -                                                         | -                                                         |
| 2012                                                      | 416                                                       | -                                                         | -                                                         |
| 2013                                                      | 384                                                       | -                                                         | -                                                         |
| 2014                                                      | 586                                                       | -                                                         | -                                                         |
| 2015                                                      | 559                                                       | 22                                                        | 22                                                        |
| 2016                                                      | 483                                                       | 20                                                        | 26                                                        |
| 2017                                                      | 545                                                       | 23                                                        | 25                                                        |
| 2018                                                      | 676                                                       | 27                                                        | 12                                                        |
| 2019                                                      | 863                                                       | 46                                                        | 36                                                        |
| 2020                                                      | 592                                                       | 33                                                        | 18                                                        |
| 2021                                                      | -                                                         | -                                                         | -                                                         |
| 2022                                                      | 809                                                       | 34                                                        | 20                                                        |
| 2023                                                      | 850                                                       | 84                                                        | 54                                                        |
| 2024                                                      | 748                                                       | 32                                                        | 24                                                        |